# 可摺疊式智能手機

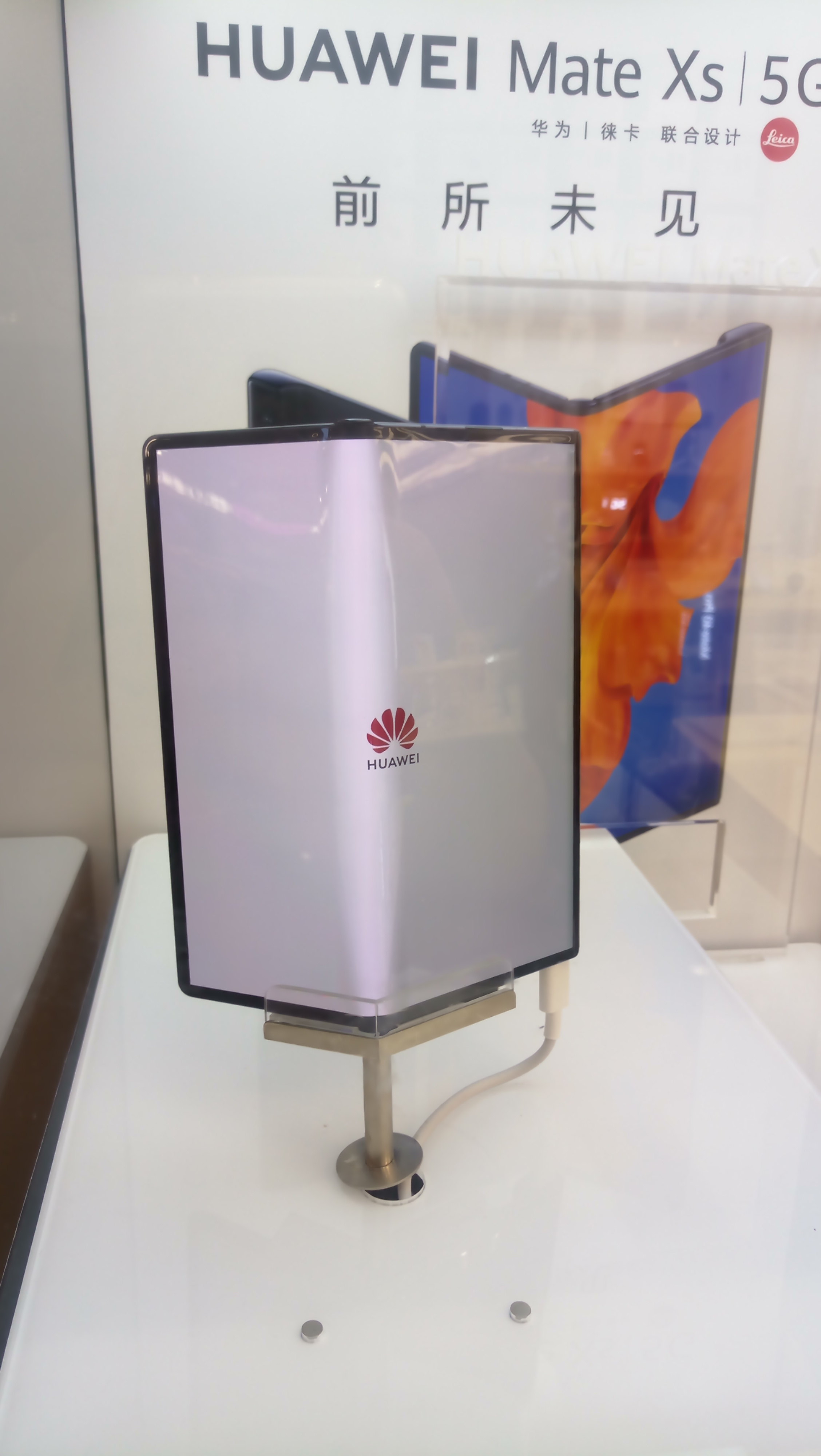
華為Mate Xs

可摺疊式智慧型手機（英語：Foldable smartphone）是一種智能手機類型，也是可携带式计算机的一种。結合了以往折疊手機的設計，可以在較小的空間放入較大的柔性屏幕，韩国三星电子的三星Galaxy Z系列目前在全球市占率最高。
需要注意的是，可摺疊式智慧型手機在口語上稱「雙摺疊」或「三摺疊」，是指「整個機身被鉸鏈所分割的區域數量」，實際可摺疊機構（鉸鏈數量）為區域數量減一。例如三摺疊手機的機身內共有兩個鉸鏈，整個機身被鉸鏈分割成三個區域。

## 歷史
- 2006年，Polymer Vision展示折疊式智能手機概念。
- 2008年，諾基亞提出了一款名為“Morph”的靈活設備的動畫概念，該設備採用三折設計，可以彎曲成各種形式，例如：大型展開設備、功能手機大小和智能腕帶。[2]
- 2011年，京瓷發布了一款名為Kyocera Echo的雙觸屏Android手機，配備了2塊3.5英寸觸摸屏，可以在兩個顯示器上顯示兩個單獨的應用程序，單個應用程式可以跨越兩個屏幕[3]，而特定應用程式甚至具有優化的雙窗格佈局。
- 2013年：
  - 2月，NEC於日本發布了NEC Medias W，與Echo不同，輔助屏幕可以折疊在手機後面。相機可以隨著屏幕一起旋轉，以便同一傳感器可以面向前方和後方。[4]
  - 11月，三星電子提出新概念：使用柔性OLED屏幕，可以做到無邊框摺疊。本來預計2015年上市，但第一部柔性OLED智能手機，要到2018年11月才推出。[5]
- 2017年初，中興通訊發布了中興Axon M， 該設備採用與NEC Medias W差不多的設計。
- 2018年11月，柔宇科技推出第一個商用帶有柔性OLED顯示屏的折疊智能手機柔宇柔派（英语：Royole Flexpai）。[6]
- 2019年：
  - 2月，三星發佈會中，三星宣布將在2019年4月26日推出Galaxy Fold，但由於在媒體和数码博主試用期間屏幕出現破裂等種種問題[7][8]，三星電子決定將產品上市時間延後。[9]三星電子最初是歸咎於傳媒試用時除去了保護貼，而令屏幕受到破裂，但後來立即改變說法，承認是設計上出現問題。[10]
  - 2月24日，華為于伦敦召开的MWC 2019终端全球发布会上发布华为Mate X，是华为的第一款带有5G网络并可自由折叠的手机，属于华为Mate系列中的一个产品分支。[11][12]跟三星Galaxy Fold一樣，同樣要延後發售，但華為官方並沒有說明原因。[10]
  - 5月，LG推出5G手機V50 ThinQ，在名叫「LG V50 Dual Screen」的保護殼配件中，有一塊6.2英吋的屏幕，再配合手機原有的6.3英吋屏幕，就可做到雙屏和摺疊[13]。后来，LG推出類似的雙螢幕可摺疊的手機有G8X ThinQ、V60 ThinQ等款[14]。嚴格來說，這些手機都不是螢幕可以折疊的手機。
  - 9月6日，三星Galaxy Fold正式發售。[15]
  - 11月，摩托羅拉發布可摺疊智慧型手機Motorola Razr[16]。
  - 11月15日，華為Mate X正式發售。
- 2020年：
  - 2月24日，華為發布折疊螢幕手機華為Mate Xs。
  - 2月28日，三星Galaxy Z Flip正式發售。
  - 8月5日，三星發布可折疊螢幕手機三星Galaxy Z Fold 2。
  - 2月22日，華為Mate X2正式發售。
  - 3月30日，小米發布可折疊螢幕手機 小米 Mix Fold。
- 2021年：
  - 8月11日，三星發布可折疊螢幕手機三星Galaxy Z Fold 3及三星Galaxy Z Flip 3。三星Galaxy Z Fold 3具備螢幕下鏡頭，Z Fold 3及Z Flip 3為第一款支援IPX8防水功能的可折疊螢幕手機。
  - 12月15日，OPPO發布OPPO Find N。
  - 12月23日，华为推出华为P50 Pocket。
- 2022年：
  - 1月10日，荣耀发布其首款折叠屏手机Honor Magic V。
  - 4月11日，Vivo推出Vivo X Fold。
  - 4月28日，华为发布华为Mate Xs 2  。
  - 8月11日，小米發布小米MIX Fold 2。
  - 8月25日及26日，三星推出三星Galaxy Z Fold 4和三星Galaxy Z Flip 4。
  - 11月2日，华为发布华为Pocket S。
  - 11月23日,荣耀发布Honor Magic Vs和Honor Magic Vs Ultimate。
  - 12月15日，OPPO发布OPPO Find N2。

- 2023年
  - 3月23日，华为发布华为Mate X3，支持IPX8防水功能。
  - 7月12日，荣耀发布Honor Magic V2。
  - 7月26日，三星推出三星Galaxy Z Fold 5和三星Galaxy Z Flip 5。
  - 8月14日，小米发布小米MIX Fold 3。
  - 9月14日，华为未发布直接开售华为Mate X5。
  - 9月19日，荣耀发布外折叠屏手机Honor V Purse。
  - 10月12日，荣耀发布Honor Magic Vs 2。
  - 10月19日，OPPO发布OPPO Find N3。
- 2024年
  - 2月19日，软银宣布旗下Y!mobile推出首款5G折叠屏手机LiberoFlip，由中兴制造。
  - 2月22日，华为在三亚发布华为Pocket 2。
  - 4月9日，中兴发布旗下品牌努比亚首款竖向折叠机型nubia Flip 5G。
  - 7月10日，三星推出三星Galaxy Z Fold 6和三星Galaxy Z Flip 6。
  - 7月12日，荣耀发布荣耀Magic Vs3。
  - 9月10日，华为发布华为Mate XT，于9月20日正式开售。为世界上第一款量產上市的三面屏幕折叠手机，採用一內折一外折的S型摺疊方式，单面屏幕大小6.4英寸，三面屏幕完全展开大小则为10.2英寸。
  - 11月26日，华为发布华为Mate X6。
- 2025年
  - 2月20日，OPPO发布OPPO Find N5。
  - 3月20日，华为发布华为Pura X，为首款16:10比例的竖向折叠手机，华为称之为“阔折叠”，并成为首发搭载HarmonyOS 5的机型。[17]
  - 6月25日，Vivo发布Vivo X Fold5。
  - 6月26日，小米发布小米MIX Flip 2。
  - 7月2日，荣耀发布荣耀Magic V5。
  - 7月9日，三星发布三星Galaxy Z Fold 7与三星Galaxy Z Flip 7。

## 設計
- 依折疊屏幕位置區分：

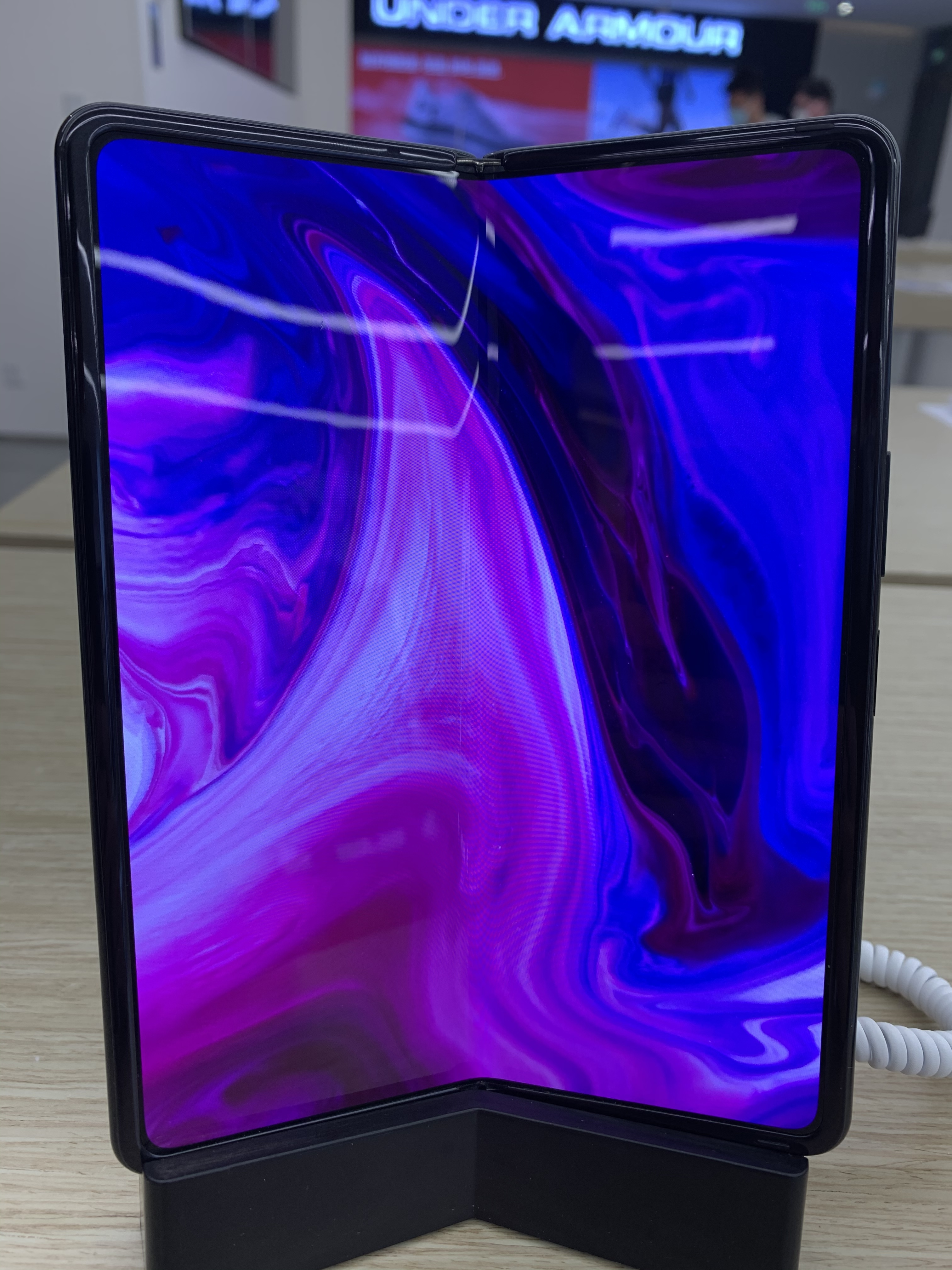
小米MIX Fold

  - 外折式設計：較大的折疊螢幕位於機身外部，只需要配備一個螢幕，摺疊時僅使用一半的畫面，缺點是較容易損壞。例如華為Mate X、Honor Magic V Purse、Royole Flexpai（英语：Royole Flexpai）
  - 內折式設計：較大的折疊螢幕位於機身內部，外部另有一塊較小的螢幕，摺疊時可直接利用外螢幕進行操作，缺點是摺疊時機身會出現空隙（現已有廠商透過更改其鉸鏈設計，而做到摺疊時無空隙）。例如三星Galaxy Fold、小米MIX Fold。
  - 混合式設計：只出現於具有兩個以上鉸鏈的機型，折疊螢幕同時具有內折和外折的機構。例如华为Mate XT。
- 依鉸鏈位置區分：
  - 側翻式設計：鉸鏈較長，摺疊方向為橫向，機身分為左右兩邊，類似書本。例如三星Galaxy Fold、小米MIX Fold。
  - 掀開式設計：鉸鏈較短，摺疊方向為縱向，機身分為上下兩部份，類似早期翻蓋式手機。例如三星Galaxy Z Flip、Motorola Razr。

## 可摺疊式智能手機品牌
- - Samsung
- 中国
  - Huawei
  - Xiaomi
  - OPPO
  - OnePlus
  - Vivo
  - Honor
  - ZTE
- 美国
  - Google
  - Motorola